# Каменка (Коммунаровский сельский совет)
Каменка (укр. Кам'янка) — село на Украине, находится в Старобешевском районе Донецкой области. Под контролем самопровозглашённой Донецкой Народной Республики.

## География
В Донецкой области имеется ещё 5 одноимённых населённых пунктов, в том числе ещё одно село Каменка в том же Старобешевском районе (Новозарьевский сельский совет), посёлок Каменка в составе города Енакиева.

#### Соседние населённые пункты по странам света
С: Ларино, Павлоградское
СЗ: Обильное, Новосёловка
СВ: Придорожное, Калинина, Кирово
З: Новобешево
В: —
ЮЗ: Песчаное
ЮВ: Старобешево
Ю: —

## История
В 1945 г. постановлением Сталинского облисполкома хутор Адаман Чалган, сельсовета Горняк переименовать в хутор Каменка.

## Население
Население по переписи 2001 года составляло 269 человек.

## Общие сведения
Код КОАТУУ — 1424587503. Почтовый индекс — 87200. Телефонный код — 6253.

## Адрес местного совета
87220, Донецкая область, Старобешевский р-н, с. Коммунаровка, ул. Октябрьская, 3